# Hörbuchbestenliste
Die hr2-Hörbuchbestenliste ist eine Initiative der Kulturredaktion von hr2-kultur und des Börsenblatts für den Deutschen Buchhandel. Sie wird seit Mai 1997 in Kooperation mit dem Buchjournal sowie Hits für Kids herausgegeben und monatlich veröffentlicht; ein weiterer Kooperationspartner ist die Online-Ausgabe Chrismon+ von Chrismon. Die hr2-Hörbuchbestenliste soll dazu beitragen, auf dem unübersichtlichen Markt für Hörbücher den Zugang zu besonders gelungenen Produktionen zu erleichtern. Bewertet werden sowohl Neuerscheinungen für Erwachsene als auch für Kinder und Jugendliche. Auf Grundlage der 12 monatlichen Bestenlisten werden jeweils zwei Hörbücher des Jahres prämiert, eines für die Zielgruppe Erwachsene und – seit 1998 – eines für Kinder und Jugendliche.
In Konkurrenz zu den Hörbüchern des Jahres wird seit 2003 vom Westdeutschen Rundfunk der Deutsche Hörbuchpreis vergeben.

## Auswahlverfahren
Die Hörbuchbestenlisten werden durch zwei unabhängige Jurys erstellt, für die Erwachsenen-Hörbuchliste und für die Kinder- und Jugend-Hörbücher. Einmal monatlich wählen die Jurys unter den Neuerscheinungen fünf Produktionen für Erwachsene sowie drei Produktionen für Kinder und Jugendliche aus, die sie für besonders hörenswert hält. Alle Juroren erhalten ein Exemplar jeder Produktion, die sie jeweils mit 0 bis 10 Punkten (bzw. 0 bis 6 Punkte bei Hörbüchern für Kinder und Jugendliche) bewerten können. Titel mit der höchsten Punktzahl erscheinen danach auf der monatlichen Liste. Zusätzlich gibt in monatlichem Wechsel einer der Juroren einen „persönlichen Tipp“ ab, der gleichfalls in die Liste aufgenommen wird.

## Veröffentlichung
Die hr2-Hörbuchbestenliste liegt als Plakat – zum Aushang in den Buchhandlungen – dem Börsenblatt bei und wird an die Presse und an andere Institutionen verschickt. Ferner wird sie auf der Webseite von hr2 mit ergänzenden Informationen veröffentlicht. Man erfährt, wovon die empfohlenen Hörbücher handeln, wer sie spricht, und man kann anhand einer Hörprobe einen ersten Eindruck von den Produktionen erhalten. Wem die aktuellen Tipps nicht reichen, kann die Hörbuchbestenlisten der vorangegangenen 12 Monate nach weiteren Empfehlungen durchforsten.
Die Kinder- und Jugendliste wird von der Bundesprüfstelle für jugendgefährdende Schriften empfohlen.

## Die Preisträger
Das Hörbuch des Jahres wird mit 3333 Euro dotiert und zurzeit (Stand: 2023) im Oktober in der „hr2-Hörbuchnacht“ im Sendesaal des Hessischen Rundfunks in Frankfurt am Main verliehen. Die Preisverleihung für das Kinder- und Jugendhörbuch des Jahres findet jeweils im Januar als Abschluss des ht2-Hörfests Wiesbaden im Rahmen einer Kinderhörgala im Hessischen Staatstheaters Wiesbaden statt. Der Preis ist als „KiWi – Kinder- und Jugendhörbuchpreis der Landeshauptstadt Wiesbaden“ mit 10.000 Euro dotiert.

### Hörbücher des Jahres
Als Hörbücher des Jahres wurden von der Jury der hr2-Hörbuchbestenliste bisher ausgezeichnet:
- 1997: Zeugnis ablegen. Die Tagebücher des Victor Klemperer 1933–1945. ca. 5 Std. 30 Min., Der Audio Verlag, Berlin/DeutschlandRadio
- 1998: Bertolt Brecht: Werke – Eine Auswahl. ca. 18 Std., BMG/ARIS
- 1999: Michail Bulgakow: Der Meister und Margarita. ca. 12 Std. 30 Min., Der Hörverlag/mdr
- 2000: Hans Magnus Enzensberger: Das Wasserzeichen der Poesie. ca. 140 Min., Eichborn Verlag/hr2
- 2001: The Spoken Arts Treasury. ca. 890 Min., Der Hörverlag
- 2002: Vladimir Nabokov: Pnin. ca. 420 Min., Der Audio Verlag/SFB
- 2003: Kinski spricht Werke der Weltliteratur. Sprecher: Klaus Kinski. 20 CDs, Deutsche Grammophon/Klaus Kinski Productions
- 2004: Gottfried Benn: Das Hörwerk 1928–1956. ca. 11 Std., Zweitausendeins/BR, DLR, DRS, hr, NDR, radiobremen, rbb, SWR, WDR
- 2005: Rolf Dieter Brinkmann: Wörter Sex Schnitt. 5 CDs, Intermedium Records/BR
- 2006: Ror Wolf: Gesammelte Fußballhörspiele. 4 CDs, Intermedium Records/Strunz!, BR, SWR, hr2, WDR
- 2007: Peter Weiss: Die Ästhetik des Widerstands. 12 CDs, Der Hörverlag/BR, WDR
- 2008: Ein Sommer, der bleibt. Peter Kurzeck erzählt das Dorf seiner Kindheit. Konzeption/Regie: Klaus Sander. Erzähler: Peter Kurzeck, 4 CDs, 290 Min., supposé, ISBN 978-3-932513-85-5
- 2009: Christiane Collorio, Peter Hamm, Harald Hartung, Michael Krüger (Hrsg.): Lyrikstimmen – Die Bibliothek der Poeten. 9 CDs, Der Hörverlag
- 2010: Marcel Proust: Auf der Suche nach der verlorenen Zeit (Gesamtausgabe). Sprecher: Peter Matić. 17 MP3-CDs. ca. 156 Std. Der Hörverlag
- 2011: Josef Bierbichler: Mittelreich. Sprecher: Josef Bierbichler. 10 CDs. 12 Std. 7 Min. DAV/Bayern2.
- 2012: James Joyce: Ulysses. Hörverlag/SWR, DLF, Regie: Klaus Buhlert, Dramaturgie: Manfred Hess, 23 CDs
- 2013: Paul Plamper: Der Kauf. WDR/BR/DLF/Schauspiel, Köln, 1 CD (68 Min.), ISBN 978-3-941998-62-9
- 2014: Ans Ende kommen. Dieter Wellershoff erzählt über Altern und Sterben. Konzeption/Regie: Thomas Böhm u. Klaus Sander. Erzähler: Dieter Wellershoff. supposé, 1 CD, 66 Min., ISBN 978-3-86385-009-8
- 2015: Ulrike Janssen, Norbert Wehr (Hrsg.): Thomas Kling – Die gebrannte Performance. Schriftenreihe der Kunststiftung NRW im Lilienfeld Verlag, 4 CDs (4 Std. 20 Min.), ISBN 978-3-940357-49-6
- 2016: John Dos Passos: Manhattan Transfer. SWR2/DLF, Hörbuch Hamburg
- 2017: Friederike Mayröcker (Text) und Lesch Schmidt (Musik): Requiem für Ernst Jandl. speak low
- 2018: Wolfgang Herrndorf: Bilder deiner großen Liebe, 1 CD (1 Stunde 11 Min.)
- 2019: Annie Ernaux: Die Jahre, DAV/hr2-kultur, 1 CD.
- 2020: Thomas Pynchon: Die Enden der Parabel, SWR2, 13 CDs.
- 2021: Saal 101 – Das Dokumentarhörspiel zum NSU-Prozess. BR2/ARD; der Hörverlag, 12 CDs.
- 2022: Robert Musil: Nachlass zu Lebzeiten.
- 2023: Kai Grehn: Mögen Sie Emily Dickinson?
- 2024: Uwe Johnson: Jahrestage – Aus dem Leben von Gesine Cresspahl, Der Audio Verlag, (73 Stunden 53 Minuten)

### Kinder- und Jugendhörbücher des Jahres
Als Kinder- und Jugendhörbücher des Jahres wurden von der Jury der hr2-Hörbuchbestenliste bisher ausgezeichnet:
- 1998: A. A. Milne: Pu der Bär – Teil 1 bis 6. ca. 380 Min., Kein&Aber Records
- 1999: Marjaleena Lembcke: Als die Steine noch Vögel waren. ca. 100 Min., Uccello Verlag
- 2000: J. K. Rowling: Harry Potter und der Stein der Weisen, Harry Potter und die Kammer des Schreckens, Harry Potter und der Gefangene von Askaban. Der Hörverlag
- 2001: Frantz Wittkamp: Du bist da, und ich bin hier. ca. 37 Min., Hörcompany
- 2002: Mirjam Pressler: Malka Mai. ca. 210 Min., Der Hörverlag
- 2003: Paul Maar: Lippels Traum. 4 CDs, Deutsche Grammophon
- 2004: Kate DiCamillo: Despereaux. Von einem der auszog das Fürchten zu verlernen. 3 CDs, Hörcompany
- 2005: Kate DiCamillo: Winn-Dixie. 2 CDs, Hörcompany
- 2006: Dolf Verroen: Wie schön weiß ich bin. 1 CD, Hörcompany
- 2007: Guus Kuijer: Das Buch von allen Dingen. 2 CDs, Oetinger Audio
- 2008: Andreas Steinhöfel: Rico, Oskar und die Tieferschatten. Sprecher: Andreas Steinhöfel. 4 CDs, Hörbuch Hamburg/Silberfisch
- 2009: Marie-Aude Murail: Simpel. Sprecher: Martin Baltscheit. 4 CDs, Hörcompany
- 2010: Bibi Dumon Tak: Kuckuck, Krake, Kakerlake: das etwas andere Tierhörbuch. Sprecher: Andreas Fröhlich, Leslie Malton, Felix von Manteuffel, Patrick Bach, Oliver Rohrbeck, Anne Helm u. a., 1 CD, Oetinger Media
- 2011: Salah Naoura: Matti und Sami und die drei größten Fehler des Universums Sprecher: Martin Baltscheit. 2 CDs (ca. 140 Min.), Hörcompany
- 2012: John Green: Das Schicksal ist ein mieser Verräter. wefwe, 5 CDs, Hörbuch Hamburg, Silberfisch
- 2013: Annette Pehnt: Der Bärbeiß. Hörbuch Hamburg, Silberfisch, gesprochen von Katharina Thalbach, 1 CD (87 Min.), ISBN 978-3-86742-709-8
- 2014: Martin Baltscheit: Nur 1 Tag. Oetinger audio, 1 CD (41 Min.), ISBN 978-3-8373-0764-1
- 2015: Ulf Nilsson: Kommissar Gordon – Der erste Fall. Headroom, 1 CD (60 Min.), ISBN 978-3-942175-46-3
- 2016: Torben Kuhlmann: Lindbergh – Die abenteuerliche Geschichte einer fliegenden Maus. hr2-kultur, Der Hörverlag
- 2017: Kai Pannen: Mach die Biege, Fliege! headroom
- 2018: Martin Muser: Kannawoniwasein! Manchmal muss man einfach verduften. 2 CDs (2 Stunden 19 Minuten)
- 2019: Lois Lowry: Die schreckliche Geschichte der abscheulichen Familie Willoughby. 2 CDs.
- 2020: Onjali Q. Raúf: Der Junge aus der letzten Reihe, 4 CDs.
- 2021: Michael Gerard Bauer: Dinge, die so nicht bleiben können. Hörcompany
- 2022: Alan Gratz: Vor uns das Meer.
- 2023: Varsha Shah: Ajay und die Tintenhelden.
- 2024: Kimberly Brubaker Bradley: Gras unter meinen Füßen

## Belege
1. ↑  Die Jury der hr2-Hörbuchbestenliste. Auf: hr2.de, Stand vom 9. Februar 2022, abgerufen am 18. November 2022
2. ↑  Hörbücher des Jahres 2023 der hr2-Hörbuchbestenliste. Auf: hr.de vom 28. September 2023.